# دهستان حرم‌رود سفلی
حرم رودسفلی، دهستانی است از توابع بخش سامن شهرستان ملایر در استان همدان ایران.

## جمعیت
براساس سرشماری سال ۱۳۸۵ جمعیت آن ۹٬۱۹۴ نفر (۲٬۴۰۵ خانوار) بوده‌است.